# Stefan Eichenberger
Stefan Eichenberger é um cineasta e produtor cinematográfico suíço. Como reconhecimento, foi nomeado ao Oscar 2015 na categoria de Melhor Curta-metragem por Parvaneh.